# تیفنباخ (پاساو)
تیفنباخ (پاساو) (به آلمانی: Tiefenbach, Passau) یک شهر در آلمان است که در بایرن واقع شده‌است.

## خصوصیات
تیفنباخ ۴۹٫۶۷ کیلومترمربع مساحت دارد ۳۷۳ متر بالاتر از سطح دریا واقع شده‌است.